# فرقة الفرسان الأولى (رايخسفير)
فرقة الفرسان الأولى كانت وحدة في الرايخسفير، القوات المسلحة لألمانيا خلال جمهورية فايمار.
كانت تتألف من 6 أفواج فرسان، الفوج الأول والثاني والثالث والرابع والخامس والسادس (البروسي).
كان قادتها:
- عام سلاح الفرسان رودولف فون هورن 1 يونيو 1920 - 1 يونيو 1921
- جينيرال لوتنانت Otto Freiherr von Tettau 1 يونيو 1920 - 1 أبريل 1923
- عام سلاح الفرسان فالتر فون جاغو 1 أبريل 1923 - 1 فبراير 1927
- جينيرال لوتنانت Ulrich von Henning auf Schönhoff 1 فبراير 1927 - 1 فبراير 1929
- جينيرال لوتنانت Georg Brandt 1 فبراير 1929 - 1 ديسمبر 1929
- جينيرال لوتنانت Fedor von Bock 1 ديسمبر 1929 - 1 أكتوبر 1931
- جينيرال لوتنانت فيرنر فون فريتش 1 أكتوبر 1931 - 1 أكتوبر 1932
- جينيرال لوتنانت لودفيغ بيك 1 أكتوبر 1932 - 1 أكتوبر 1933
- جينيرال لوتنانت هانز فيجي 1 أكتوبر 1933 - 1 أبريل 1935

كانت تابعة لـ Gruppenkommando 1. 